# Сабінський Чеслав Генріхович
Сабінський Чеслав Генріхович — радянський художник, кінорежисер, сценарист.
Народився 1885 р. у селі Вількобруйка Вільковського повіту. Навчався в Московському училищі живопису, ваяння і зодчества (1903—1908).
З 1908 р. працював у кіно, зокрема у Києві у «Тімана і Рейнгардта» разом з І. Кавалерідзе над фільмами: «Які хороші, які свіжі були троянди» (1913), «Анна Кареніна», «Війна і мир» (1915); на кіностудії Дмитра Харитонова в Харкові та Одесі: «Людина-звір» (1917) (режисер + сценарист), «Влада темряви» (1918), «Останнє танго» (1918) (з оператором Володимиром Сіверсеном); «Живой труп» (режисер + сценарист) (1918); «Мовчи сум, мовчи» (разом з Петром Чардиніним та В'ячеславом Вісковським) (1918) та ін. Також 1915 року зняв німий фільм В буремній сліпоті пристрастей, що дотепер не зберігся.
В 1930—1940 рр. був співробітником сценарного відділу кіностудії «Ленфільм».
Помер в блокадному Ленінграді взимку 1941 р.